# K Desktop Environment 1
K Desktop Environment 1 — первая серия выпусков K Desktop Environment. В этой серии было два основных релиза.

## Пре-релиз

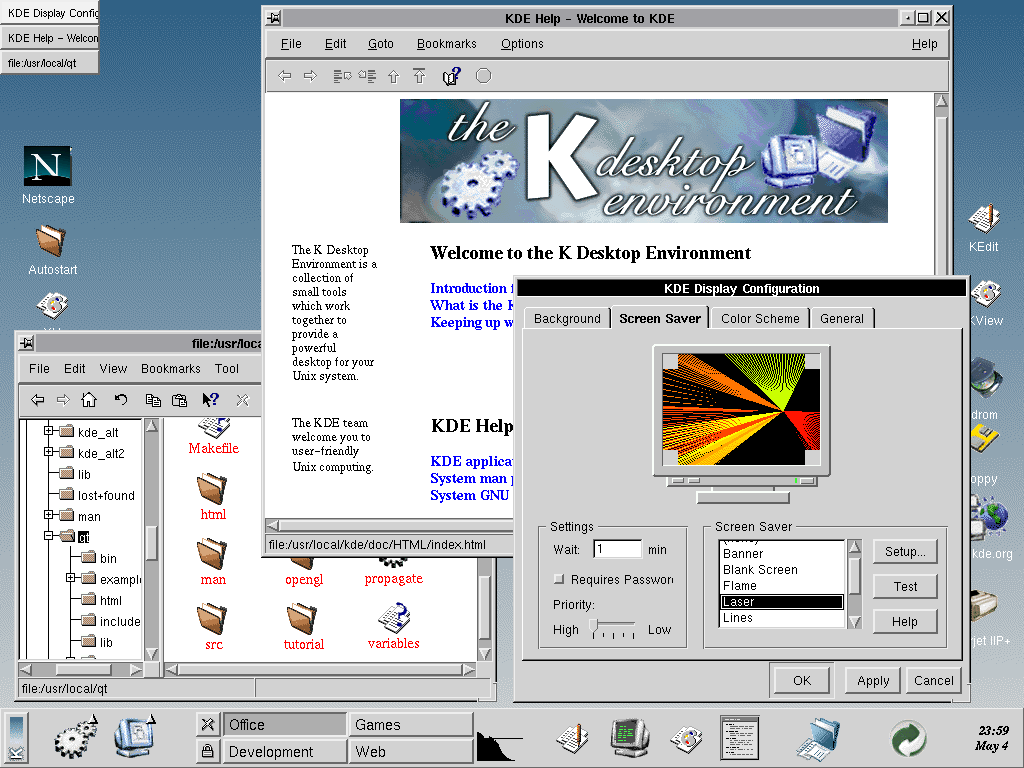
Альфа-версия K Desktop Environment 1.0 от июля 1997 года

Развитие началось сразу после объявления Матиаса Эттриха 14 октября 1996 года о разработке рабочей среды Kool Desktop Environment. Слово Kool вскоре было убрано, и имя стало просто K Desktop Environment.
Вначале все компоненты были выпущены сообществу разработчиков отдельно без каких-либо согласованных временных рамок на протяжении всего проекта. Первое сообщение KDE через список рассылки, который был назван kde@fiwi02.wiwi.uni-Tubingen.de.
Первым скоординированным выпуском стала первая бета-версия, вышедшая 20 октября 1997 года — почти ровно через год после первоначального объявления. Были ещё три дополнительные бета-версии после 23 ноября 1997 года, 1 февраля 1998 года и 19 апреля 1998 года.

## K Desktop Environment 1.0
| Релизы                | Релизы           |
| Дата                  | Описание         |
| 1.0                   | 1.0              |
| --------------------- | ---------------- |
| 20 октября 1997 года  | Вышла KDE Beta 1 |
| 12 июля 1998 года     | Вышла KDE 1.0    |
| 1.1                   |                  |
| 4 марта 1999 года     | Вышла KDE 1.1    |
| 3 мая 1999 года       | 1.1.1            |
| 13 сентября 1999 года | 1.1.2            |

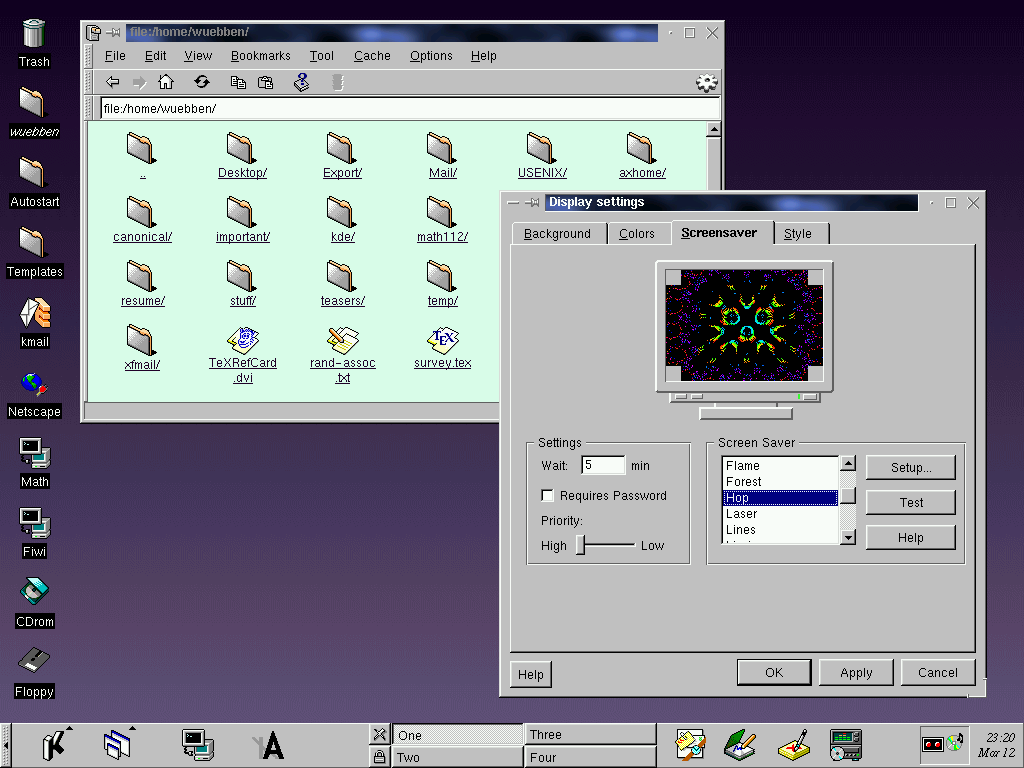
K Desktop Environment 1.0 Beta 3

12 июля 1998 года была выпущена готовая версия K Desktop Environment 1.0:
KDE — это сетевая современная среда рабочего стола для рабочих станций Unix. KDE стремится удовлетворить потребность в удобном рабочем столе для рабочих станций Unix, аналогичном настольным средам, найденным в Mac OS или Windows 95/NT. Мы считаем, что операционная система Unix является лучшей операционной системой, доступной сегодня. Фактически Unix был бесспорным выбором профессионала в области информационных технологий на протяжении многих лет. Когда дело доходит до стабильности, масштабируемости и открытости, для UNIX нет конкуренции. Однако отсутствие простой в использовании современной среды рабочего стола для Unix не позволило найти свой путь на настольных компьютерах типичного пользователя компьютера в офисах и домах.
Теперь в KDE появилась простая в использовании современная настольная среда для Unix. Совместно с бесплатной реализацией, такой как Linux, KDE представляет собой абсолютно бесплатную и открытую вычислительную платформу, доступную всем бесплатно, включая исходный код для любого, кто его может изменить. Несмотря на то, что всегда будут возможности для улучшения, мы полагаем, что это стало жизнеспособной альтернативой некоторым из наиболее часто встречающихся и коммерческих комбинаций операционных систем/графических оболочек, доступных сегодня. Мы надеемся, что комбинация UNIX/KDE, наконец, принесет среднему компьютеру открытые, надежные, стабильные и монопольные вычисления.
Эта версия получила смешанный прием. Многие критиковали использование программной среды Qt, а затем лицензию Qt Free Edition, которая, как утверждалось, не была совместима с бесплатным программным обеспечением, и рекомендовали вместо этого использовать Motif или LessTif. Несмотря на эту критику, KDE был хорошо принят многими пользователями и был в нём в первые оболочки дистрибутивов Linux.

## K Desktop Environment 1.1

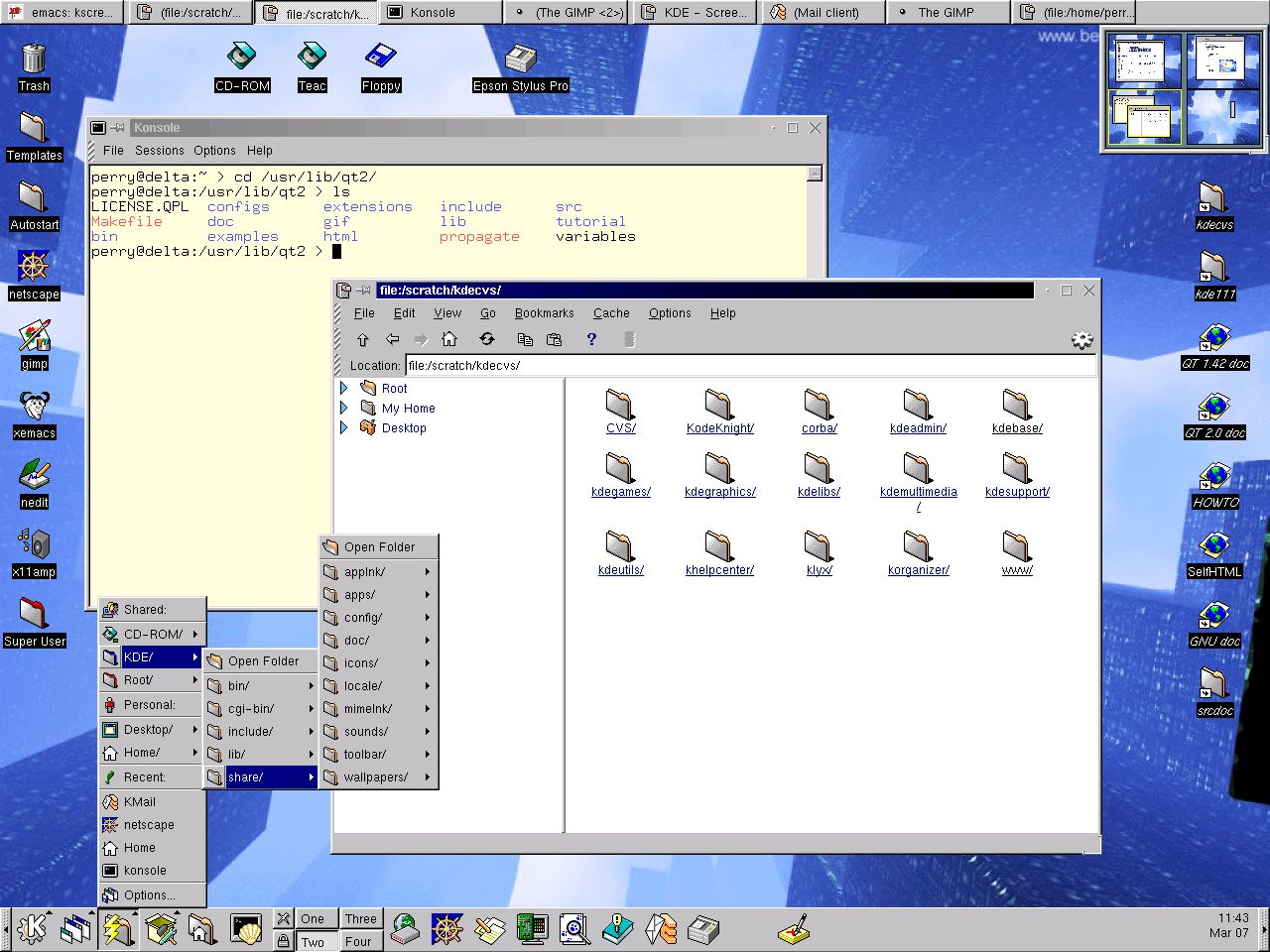
K Desktop Environment 1.1

Обновление, K Desktop Environment 1.1, было стабильнее и включало в себя множество небольших улучшений. Он также включал новый набор значков, фонов и текстур. Среди этих пересмотренных работ был новый логотип KDE от Торстена Рахна, состоящий из буквы K перед шестерней, которая используется в переделанной форме по сей день.
Некоторые компоненты получили более глобальные обновления, такие как предшественник Konqueror вместо kfm, приложение kpanel для запуска приложений и KWin вместо kwm. Вновь введена e.g.Kab, библиотека программного обеспечения для управления адресами и переписанную KMail, называемую kmail2, которая была установлена как альфа-версия параллельно с классической версией KMail. Однако, kmail2 никогда не выпускался в бета-состоянии, и развитие закончилось в пользу обновления классического KMail.
K Desktop Environment 1.1 был хорошо принят среди критиков.
В то же время Trolltech подготовил версию Qt 2.0, которая была выпущена в качестве бета-версии 28 января 1999 года. Следовательно, никаких крупных обновлений для KDE 1 на основе Qt 1 не было. Вместо этого были выпущены только исправления: версия 1.1.1 от 3 мая 1999 года и версия 1.1.2 от 13 сентября 1999 года. 

### Проект возвращения KDE
Чтобы отпраздновать 20-летний юбилей KDE, 14 сентября 2016 года разработчик KDE и Fedora Хелио Чиссини де Кастро перевыпустил 1.1.2.
Этот переиздание включает в себя несколько изменений, необходимых для совместимости с современными версиями Linux. Работа над этим проектом началась месяцем ранее в QtCon, конференции для разработчиков Qt в Берлине. Там Castro продемонстрировал сборку Qt 1.45 на современной Linux-системе.